# Minh Sơn, Tuyên Quang
Minh Sơn là một xã thuộc tỉnh Tuyên Quang, Việt Nam.

## Địa lý
Xã Minh Sơn có vị trí địa lý:
- Phía đông giáp tỉnh Cao Bằng và xã Giáp Trung
- Phía tây giáp huyện Vị Xuyên và xã Yên Định
- Phía nam giáp xã Lạc Nông và xã Minh Ngọc
- Phía bắc giáp huyện Yên Minh.

Xã Minh Sơn có diện tích 146,96 km², dân số năm 2019 là 6.737 người, mật độ dân số đạt 46 người/km².

## Hành chính
Xã Minh Sơn được chia thành 17 thôn: Lũng Vầy, Khuổi Kem, Nà Sáng, Pha Đeng, Khuổi Lòa, Bình Ba, Ngọc Trì, Suối Thầu, Lũng Thoa, Bản Vàn, Lũng Quốc, Nà Ngòng, Bó Pèng, Kho Thôn, Kẹp A, Kẹp B, Kho Lá.

## Lịch sử
Trước đây, Minh Sơn là một xã thuộc huyện Vị Xuyên.
Ngày 18 tháng 11 năm 1983, Hội đồng Bộ trưởng ban hành Quyết định số 136-HĐBT về việc thành lập huyện Bắc Mê trên cơ sở tách xã Minh Sơn của huyện Vị Xuyên.